# جنگ اصفهان
جُنگ اصفهان که آن را حلقه اصفهان نیز می‌نامند، یک حلقه ادبی است که در آغاز دهه ۱۳۴۰ (خورشیدی) توسط تعدادی نویسنده جوان و نواندیش در اصفهان پایه‌گذاری شد.

## آغاز
اوایل دههٔ ۴۰ خورشیدی هوشنگ گلشیری و همفکرانش برای طرح دیدگاه‌های تازه خود در مقابل جریانات ادبی و سنت‌گرای انجمن شعر صائب در اصفهان سلسله جلساتی را تشکیل دادند که بعدها جنگ اصفهان نام گرفت. اولین جلسات در کنار قبر صائب برگزار شد. از دل همین جلسات بود که نویسندگان و نظریه‌پردازان ادبی دهه چهل و پنجاه شمسی در ایران بیرون آمدند.

## مجله
مجله جنگ اصفهان، شمارهُ اول، ۱۳۴۴ محصول همین دوره است. هستهُ اصلی اصحاب جنگ به ترتیب الفبا عبارت بودند از: محمد حقوقی، اورنگ خضرایی، روشن رامی، رستمیان، جلیل دوستخواه، محمد کلباسی، هوشنگ گلشیری و احمد گلشیری.
از شمارهُ دوم ابوالحسن نجفی، احمد میرعلایی، ضیاء موحد و بعدتر تعدادی از نویسندگان و شاعران جوان به حلقهُ همکاران پیوستند. جنگ اصفهان که این جمع را به عنوان قطبی در ادب معاصر شناساند کمابیش با همین ترکیب تا سال ۱۳۶۰ در یازده شماره منتشر شد.
بهرام صادقی، امیرحسین افراسیابی، محمود نیکبخت، احمد اخوت، رضا فرخفال، محمد کلباسی، مجید نفیسی و یونس تراکمه از دیگر یاران جنگ اصفهان بودند.
برخی از بهترین آثار ادبیات معاصر ایران اولین بار در این جلسات خوانده و نقد شدند. ملکوت نوشته بهرام صادقی و شازده احتجاب نوشته هوشنگ گلشیری از این جمله‌اند. به گفته محمد حقوقی از اعضای اصلی جنگ اصفهان، فصلنامه زنده‌رود ادامه منطقی جنگ اصفهان است.